# 란치아 (래퍼)
란치아는 대한민국의 래퍼다. 2020년 싱글 [멀쩡해 외 1곡]으로 데뷔했다.